# Федорівська волость (Кременчуцький повіт)
Федорівська волость — адміністративно-територіальна одиниця Кременчуцького повіту Полтавської губернії з центром у селі Федорівка.
Утворена після 1904 року.
Старшинами волості були:
- 1913 року Георгій Федорович Царенко[1];
- 1915 року Степан Микитович Гуненко[2].